# Wolfgang Weber (Journalist)

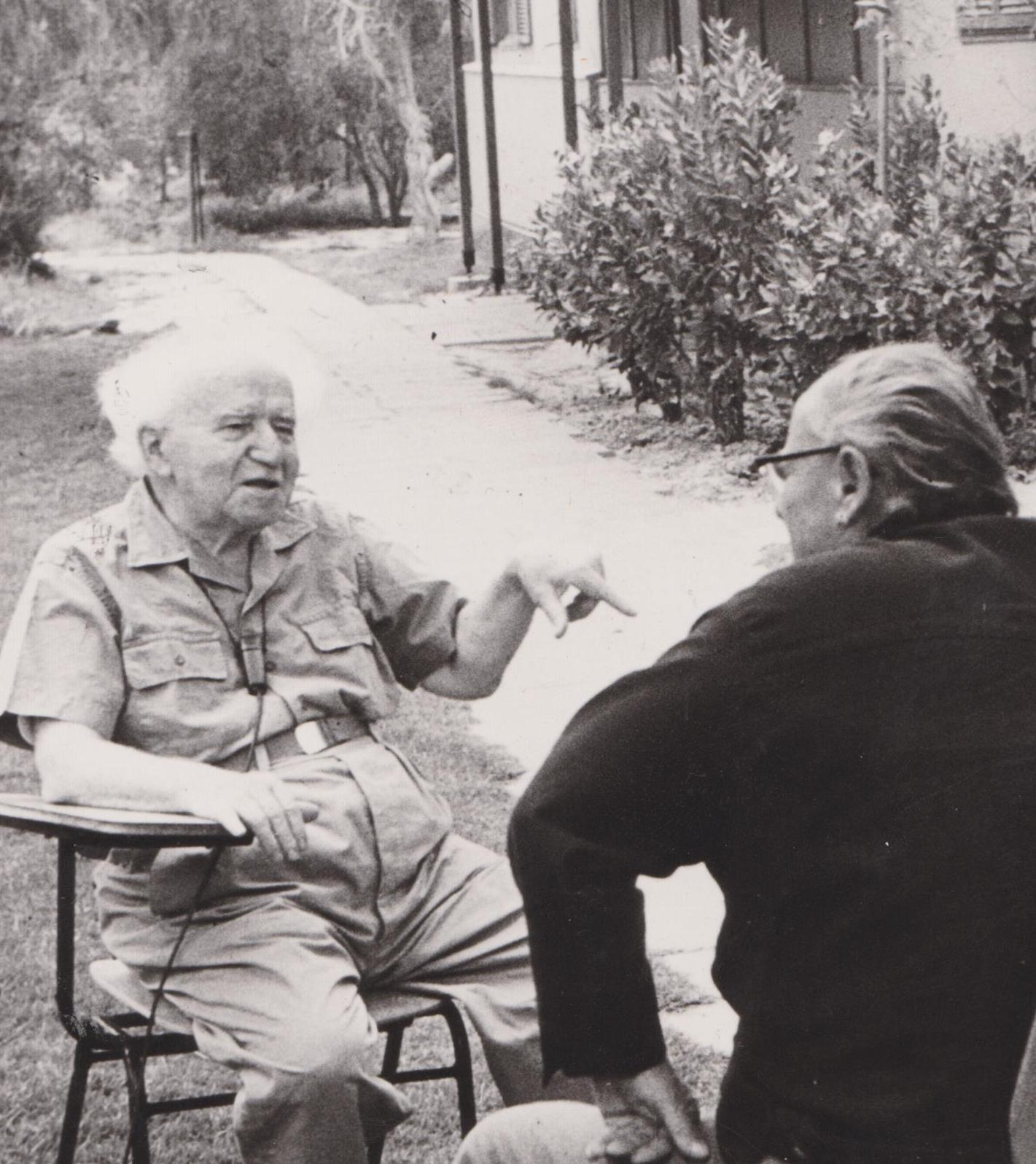
Wolfgang Weber beim Interview mit David Ben-Gurion 1972

Wolfgang Weber (* 17. Juni 1902 in Leipzig; † 4. März 1985 in Köln) war ein deutscher Bildjournalist.

## Leben und Wirken
Wolfgang Weber war ein Nachfahre des Leipziger Fabrikanten Carl Friedrich Weber (1811–1882). Wolfgangs Vater Friedrich Weber (* 1877) wurde an der Leipziger Universität promoviert und übernahm später die Leitung des Forschungsinstitutes für Völkerkunde in München.
1919 trat Wolfgang Weber in das Maximiliansgymnasium in München ein und legte dort, unter anderem gemeinsam mit Bernhard Benning, das Abitur ab.  Bereits als Kind und Jugendlicher konnte er zahlreiche Kulturgüter aus fernen Ländern aus der Sammlung seines Vaters kennenlernen. Der Vater ermöglichte ihm auch seine erste große Reise, deren Ziel er sich selbst aussuchen durfte: Er wählte Marokko. Mit den Grundlagen der Fotografie beschäftigte er sich bereits als Schüler. Zunächst studierte er jedoch Ethnologie, Philosophie und Musikwissenschaft. Zusätzlich absolvierte er 1920 bis 1926 an der Akademie für Tonkunst in München eine Ausbildung zum Dirigenten.
Erich von Hornborstel, Professor am Phonetischen Institut der Humboldt-Universität Berlin, setzte Weber als Assistenten ein und schickte ihn auf eine musik-ethnografische Forschungsreise nach Ostafrika zum Stamm der Wadjaggas am Kilimandscharo. Neben den aufwändigen, mit Wachsrollen arbeitenden Tonaufnahmegeräten, mit denen er die Stammeslieder aufnahm, arbeitet er mit einer Contessa Deckrullo-Nettel Stereokamera. Die fotografischen Aufnahmen konnte er 1925 in der Münchner Illustrierte Presse veröffentlichen. Der Chefredakteur Stefan Lorant wurde sein erster Förderer, doch wurde nach und nach die Berliner Illustrirte Zeitung (BIZ) Webers bevorzugtes Publikationsmedium. Deren Chefredakteur Harald Lechenperg betrachtete Weber als ebenbürtigen Journalisten. Er konnte seine Veröffentlichungen weitgehend selbstständig ausarbeiten.
1928 publizierte der Albertus-Verlag in Berlin 224 Fotografien zu einem Fotoporträt der Stadt Barcelona in Spanien, jede auf einer eigenen Seite, zu einer Serie „Das Gesicht der Städte“. In der Berliner Illustrierten Zeitung erschienen 1931 „Dorf ohne Arbeit“, über die Situation deutscher Arbeitsloser, 1933 „Der Prozeß, dem die Welt zuhört“, über den Prozess gegen van der Lubbe nach dem Reichstagsbrand, und 1936 „Das Olympia-Stadion füllt sich“. Weitere erschienen in Blättern des Ullstein-Verlags wie „Die Dame“ oder „Vossische Zeitung“.
1934 unternahm Weber Reisen nach Afrika, Asien und in den Vorderen Orient, 1943 und 1944 dokumentierte er die Verhältnisse in verschiedenen europäischen Ländern. 1946 publizierte die BIZ letztmals Arbeiten Webers. 1945 und 1946 arbeitete er für ein Magazin der US-Army.
Obwohl Weber sehr oft als Kriegsberichterstatter in der BIZ angekündigt wurde, war er kein Mitglied der NSDAP. Es entwickelten sich Spannungen zu Harald Lechenperg, die sich in der Sympathie Webers für den „American way of life“ gründeten. Eine bereits gebuchte Dienstreise in die USA stornierte Lechenperg ohne Rückfrage, da er befürchtete, dass Wolfgang Weber sich im Verlag des Magazins Life vorstellen könnte.
Seine Familie verbrachte die schwerste Zeit des Krieges zumeist im italienischen Positano. Aus dieser Zeit rührte eine Freundschaft zu Stefan Andres, die auch nach dem Umzug Webers nach Köln-Rodenkirchen Bestand hatte.
Ab 1949 war Weber Chefreporter der Zeitschrift Neue Illustrierte in Köln. Er erarbeitete Städteporträts, u. a. von München, Hamburg und Frankfurt am Main, und reiste nach England und Italien. 1949 unternahm er als einer der ersten deutschen Fotojournalisten eine Reise in die Vereinigten Staaten, der weitere Aufenthalte folgten. In der Folge entstand der fotografische Vergleich „New York-Moskau“, 1956 in der Neuen Illustrierten Köln veröffentlicht. Diese wurde 1963 vom Heinrich-Bauer-Verlag übernommen. Weber wandte sich nun auch dem Fernsehen zu. Als freier Journalist hatte er Zugang zu vielen namhaften Persönlichkeiten der damaligen Zeit. So waren ihm Interviews mit David Ben-Gurion und Jassir Arafat möglich. Er berichtete über die Situationen in Kuba und Mozambique und – nach einem Aufenthalt 1964 in China – 1966/1967 als einziger westlicher Journalist umfassend über die Kulturrevolution in China. Kritisch war er gegenüber der amerikanischen Kernwaffenrüstung eingestellt, was in seinen Berichten über die Bombe auf Hiroshima und die amerikanischen Kernwaffentests nachzulesen ist in seinem Buch Abenteuer meines Lebens. Sein Film über den Cabora Bassa Staudamm, dessen Entstehen er auf mehreren Reisen über ein Jahrzehnt hinweg dokumentiert hatte, wurde mit dem Prädikat „wertvoll“ ausgezeichnet.
Im hohen Alter wechselte er von der Leica-Kamera zur Filmaufnahmetechnik. Gemeinsam mit Peter Scholl-Latour und Dieter Kronzucker berichtete er in einem Buch über die Arbeit von Fernsehjournalisten. Er blieb bis zu seinem Lebensende ein weltreisender Journalist, der seiner Familie viel abverlangte. Er versuchte, diese Belastungen zu mildern, indem er seine Familie an Orten wie Davos, Lerici, Torno oder Taormina einquartierte.
Wolfgang Weber gilt neben Felix H. Man, Erich Salomon, Martin Munkácsi oder Alfred Eisenstaedt als Pionier des modernen Fotojournalismus, wie er sich um 1920 in Deutschland etablierte. Sein Themengebiet umfasste Reportagen über die soziale, politische und wirtschaftliche Situation im In- und Ausland, zu deren Veröffentlichung er auch die Texte und das Layout beitrug. Sein in 40 Jahren entstandenes Werk besteht aus mehr als 900 Reportagen, die zwischen 1925 und 1966 entstanden, um 3000 veröffentlichte Fotografien und mehr als 20 Dokumentarfilmen. Die größte Sammlung seiner Arbeiten – über 100000 Negative, Abzüge und Filmsequenzen – verwahrt das Folkwang Museum in Essen.

### Privates
Weber war mit Gertrud geb. Bierhals verheiratet. Tochter Cosima (* 1943 in Rom; † 2016 in Bonn) war in erster Ehe verheiratet mit Uwe Rosenbaum anschließend mit Stefan Sethe. Eine weitere Tochter (* 1947 in Kiel) lebt seit 1978 auf der von ihr preiswürdig denkmalsgerecht renovierten und sanierten Wasserburg in Sachsenhagen.

## Ausstellungen
- 1977 wurde Wolfgang Weber als Teilnehmer zur documenta 6, 150 Jahre Fotografie, nach Kassel eingeladen.
- 1982: Reisen ohne Ende – Fotos 1933 bis 1935. Historisches Archiv der Stadt Köln.
- 1984: Barcelona 1928. Caixa de Barcelona, Barcelona, Spanien.
- Vom 4. Dezember 2004 bis 20. Februar 2005 zeigte Folkwang Museum in Essen in einer Sonderausstellung sein Lebenswerk.

- Zahlreiche Beteiligungen an Gruppenausstellungen.

## Veröffentlichungen
- Barcelona. Das Gesicht der Städte. Herausgegeben von Carl Otto Justh. Albertus-Verlag. Berlin 1928 – teilweiser Nachdruck 1993: ISBN 84-87282-70-9
- Hotel Affenbrotbaum, Abenteuer an der Autostraße Kap–Kairo. Ullstein, Berlin 1936.
- Abenteuer einer Kamera. Erlebnisse eines Bildjägers in Europa und Afrika. Deutscher Verlag, Berlin 1938.
- Reisen ohne Ende. Wolfgang Weber sieht die Welt. Brüder Auer Verlag, Bonn/Rheindorf 1952.
- Abenteuer meines Lebens. Kurt Desch, Wien u. a. 1960.
- Auf Abwegen um die Welt. Sigbert Mohn Verlag, Gütersloh 1964.
- Hinter den Kulissen des Fernsehens. Signal-Verlag, Baden-Baden 1975, ISBN 3-7971-0152-X.

## Bildnis
- Ursula Vehrigs: Bildnis Wolfgang Weber, Öl/Leinwand, 65 × 45 cm, 1950er Jahre. Abb.: Rudolf Jankuhn: Ursula Vehrigs – Ein Malerinnenleben. Von der Kaiserzeit zur Deutschen Demokratischen Republik. Edition Kunsthof Berlin (2004), S. 130.